# Хвойная юдолия
Хвойная юдолия (Judolia sexmaculata) — вид жесткокрылых насекомых из семейства усачей. Распространён в Австрии, Белоруссии, Эстонии, Финляндии, Франции, Германии, Венгрии, Италии, Латвии, Литве, Норвегии, Польше, Румынии, России, Словакии, Швеции, Швейцарии, Испании, Украине, Великобритании, Монголии, Китае и Японии. Личики развиваются в течение двух лет под корой и в толстой древесине различных отмерших хвойных (лиственница европейская, пихта белая, ель обыкновенная) и лиственных (тополь, липа) деревьев. Длина тела 8—14 мм. Имаго посещают цветки растений.